# 期弟语
期弟语或切弟语是一种在中国云南省江城哈尼族彝族自治县、墨江哈尼族自治县和绿春县使用的南部彝语。
在墨江县的期弟语由坝溜乡有1497人使用期弟语。

## 词汇
胡坦与戴庆厦于1964年记录了下列来自七第方言的词汇。词义转写来自怀特雷在1982年的记录。
- 吃（tsa31）
- 打（ti31）
- 泡沫（dɯ̠33）
- 活（de̠33）